# Даґлас Емгофф
Даґлас Емгофф, відомий як Даґ Емгофф (англ. Douglas Emhoff, Doug Emhoff; нар. 13 жовтня 1964) — американський юрист, чоловік сенаторки та віцепрезидентки США Камали Гарріс. 20 січня 2021 року став першим в історії другим джентльменом США, тобто чоловіком віцепрезидентки США. Працює викладачем у Школі права Джорджтаунського університету.

## Біографія
Емгофф народився в єврейській родині Майкла та Барбари Емгоффів у Брукліні (Нью-Йорк). У нього є брат Енді та сестра Джеймі. З 1969 до 1981 року Емгофф жив у Нью-Джерсі, після чого разом із родиною переселився до Каліфорнії. Він закінчив Університет штату Каліфорнія у Нортриджі та Школу права USC Gould.
Емгофф побудував кар'єру юриста зі спеціалізацією у галузі сфери розваг. У 1990-их роках він працював у юридичних фірмах, а 2000 року заснував власну компанію. 2006 року фірма Емгоффа та його партнера була придбана компанією Venable і Емгофф став керівним директором відділень Venable на Західному узбережжі США. З 2017 року він був партнером у юридичній фірмі DLA Piper — одній із найбільших міжнародних юридичних фірм.
Першою дружиною Емгоффа була Керстін Емгофф. Вони були одружені протягом 16 років та мають двох дітей.
2014 року Емгофф одружився з Камалою Гарріс — на той час генеральною прокуроркою Каліфорнії. Згодом Гарріс була обрана до Сенату США, а 2020 року разом із Джо Байденом вона здобула перемогу на президентських виборах як кандидатка у віцепрезиденти. 20 січня 2021 Гарріс обійняла посаду віцепрезидента і стала першою в історії жінкою на цій посаді. Даґлас Емгофф став першим в історії другим джентльменом США, тобто чоловіком віцепрезидентки США. Він також став першою людиною єврейського походження, одруженою з віцепрезиденткою США.
Після обрання Гарріс і Байдена Емгофф оголосив, що припинить співпрацю із DLA Piper, коли його дружина вступить на посаду. У своїй ролі другого джентльмена США Емгофф планує сфокусуватися на розвитку питань рівного доступу до правосуддя. Також він долучився до Школи права Джорджтаунського університету як почесний запрошений професор (англ. distinguished visiting professor) і як почесний науковий співробітник (англ. distinguished fellow) її Інституту технологічного права і політики.